# Toegangshek Vondelpark (Koninginneweg)
Het Toegangshek Vondelpark (Koninginneweg) is een artistiek kunstwerk in Amsterdam-Zuid.
Het Vondelpark kent diverse ingangen. Deze zijn aangebracht in de loop der jaren. Van alle toegangen zijn er zes tot rijksmonument verklaard, waarbij de toegang aan de Stadhouderskade een aparte status kreeg. De andere vijf, aan de P.C. Hooftstraat, Roemer Visscherstraat, Vondelstraat nummer 120), Vondelstraat nummer 164)  en de Koninginneweg zijn samen onder een monument zijn begrepen. Het hekwerk Koninginneweg staat bij huisnummer 1; het voormalige Luthers Diaconessenziekenhuis. Bijzonder aan die hekwerk is dat het tevens optreedt als bescherming van een boom, die midden in de toegangsweg staat.
De hekwerken bestaan volgens het monumentenregister uit ijzeren hekpijlers, die van het ijzeren basement gedecoreerd en gecanneleerd zijn. De pijlers zijn afgewerkt met leeuwenkoppen, acanthusmotieven, en puntvormige bekroningen. Deze pijlers zijn dragers van openslaande hekwerken, die eenzelfde mate van decoratie hebben. Ze zijn in 1996 tot monument verklaard vanwege hun typologische waarde en hun belang binnen nog gave onderdelen van het park.